# Замошье (Кулейская волость)
Замошье — деревня в Кулейской волости Печорского района Псковской области.
Замошье находится на высоте 121 м над уровнем моря, на западном побережье Псковского озера, близ границы с Эстонией к западу от реки Кулейская (Кулья). Неподалёку есть ещё ряд деревень: к северу, в километре — Глазово, к востоку, в километре — Киршино, к западу, в километре — Заболотье, а на юго-западе Кулье.

## Население
Численность населения деревни составляет 109 жителей по состоянию на 2000 год.
| 2001 | 2002 | 2010 |
| ---- | ---- | ---- |
| 109  | →109 | ↗113 |

## Топографические карты
- Лист карты O-35-XVI Пылва. Масштаб: 1 : 200 000. Издание 1980 г.